# Massar
Massar (Abu Mashar) fou emir musulmà de Tàrent, probable successor de Apolaffar.
Com Apolaffar, va estar al servei del príncep de Benevent Radelchis I, en guerra contra el seu rival Siconulf de Salern, lluita en la qual les dues parts buscaven l'ajut de bandes mercenàries generalment musulmanes. Fou traït pel seu senyor quan aquest va arribar a un acord amb el seu rival. Massar fou arrestat per sorpresa i degollat amb la seva gent.